# The Rolling Stones Australasian Tour 1966
The Rolling Stones Australasian Tour 1966 es una gira de conciertos musicales de la banda que realizaron en siete ciudades de Australia y en dos ciudades de Nueva Zelanda, en los que se realizaban 2 shows por día. Comenzó el 18 de febrero de 1966 y finalizó el 1 de marzo de ese año.

## Integrantes de la banda
- Mick Jagger voz, armónica
- Keith Richards guitarra, voz
- Brian Jones guitarra
- Bill Wyman bajo
- Charlie Watts batería

## Fechas de la gira
- 18/02/1966  Commemorative Auditorium Showgrounds, Sídney
- 19/02/1966  Commemorative Auditorium Showgrounds, Sídney
- 21/02/1966  City Hall, Brisbane
- 22/02/1966  Centennial Hall, Adelaida
- 24/02/1966  Palais Theatre, St Kilda
- 25/02/1966  Palais Theatre, St Kilda
- 26/02/1966  Palais Theatre, St Kilda
- 28/02/1966  Town Hall, Wellington
- 01/03/1966  Civic Theatre, Auckland

## Canciones que tocaron
- "Mercy Mercy"
- "She Said Yeah"
- "Play with Fire"
- "Not Fade Away"
- "The Spider and The Fly"
- "That's How Strong My Love Is"
- "Get off of My Cloud"
- "19th Nervous Breakdown"
- "(I Can't Get No) Satisfaction"

- Datos: Q2880452